# Svistov
Svistov (em búlgaro: Свищов; romaniz.: Svištov) é uma cidade da Bulgária localizada no distrito de Veliko Tarnovo.

## População
| Svistov | Svistov | Svistov | Svistov | Svistov | Svistov | Svistov | Svistov | Svistov | Svistov | Svistov | Svistov | Svistov | Svistov | Svistov | Svistov | Svistov | Svistov | Svistov | Svistov |
| --- | ------- | ------- | ------- | ------- | ------- | ------- | ------- | ------- | ------- | ------- | ------- | ------- | ------- | ------- | ------- | ------- | ------- | ------- | ------- |
| Ano | 1887    | 1910    | 1934    | 1946    | 1956    | 1965    | 1975    | 1985    | 1992    | 2001    | 2002    | 2003    | 2004    | 2005    | 2006    | 2007    | 2008    | 2009    | 2010    |
| População | ??      | ??      | ??      | 13,093  | 18,448  | 21,539  | 29,430  | 30,550  | 30,404  | 30,507  | 30,661  | 31,432  | 32,135  | 33,197  | 33,782  | 34,192  | 34,488  | 35,449  | 35,923  |
| Fontes: Instituto Nacional de Estatísticas, „citypopulation.de“, „pop-stat.mashke.org“, Bulgarian Academy of Sciences |         |         |         |         |         |         |         |         |         |         |         |         |         |         |         |         |         |         |         |